# 廣瀬七海
廣瀬 七海（ひろせ ななみ、1997年5月12日 - ）は、日本の元女子バレーボール選手である。

## 来歴
北海道雨竜郡沼田町出身。高身長であったため、教師に勧められて小学3年次よりバレーボールを始める。高校は北海道の強豪校である旭川実業高等学校に進学する。同校在学中の2015年9月にプエルトリコで開催された世界ジュニア選手権のメンバーに選出されている。またこの頃にNECレッドロケッツの北海道合宿に参加しており、「このチームに入りたい」との思いを強くもったという。
2016年1月に、NECレッドロケッツは廣瀬の入団内定を発表した。
同年7月に金沢市のいしかわ総合スポーツセンターで開催された2016V・サマーリーグ女子大会において、フレッシュスター賞を受賞し、東京オリンピックを目指す日本バレーボール協会の強化選手であるTeam COREのメンバーに選出された。
10月30日の岡山戦の第2セットに途中出場しプレミアデビューを果たした。
2018年7月のアジアクラブ選手権ではチーム準優勝に貢献し、自らもベストオポジットに耀いた。
2019-20シーズン、V1リーグ前半にフェイントボールを処理しようとした際に膝関節軟骨損傷を負い離脱となる。リハビリを重ね4-5ヶ月で動けるようになるが、また膝が崩れてしまうのではないかと恐怖心が大きく、特に、ネット際やレシーブで飛び込むときが怖かったという。
2020-21シーズン、V1ファイナルステージ準決勝のJTマーヴェラス戦でフルセットに持ち込み決勝進出のチャンスを迎えたが最終的に逆転負けを喫し、自身はファイナルセットで1本を決められなかったため、現役生活の中で最も悔しい試合だったと話している。
2022年4月26日、NECレッドロケッツは、第70回黒鷲旗全日本男女選抜大会をもって廣瀬が現役引退すると発表した。25歳になる直前で若いうちの引退だが、2年前の負傷の影響が大きく、負傷後の2シーズンは本当に苦しかったと話している。
自身最後の大会となる黒鷲旗では、準々決勝の埼玉上尾メディックス戦で1-2と後がなくなってからの逆転勝ち。チーム内で「まだ辞めさせない」という思いが伝わりとても嬉しい試合だったと話している。準決勝のPFUブルーキャッツ戦もフルセットにもつれ、最後は全部自身にトスを上げられた。勝ち切ることが出来ず自身最後の公式戦となったが、チームメイトの気持ちが込められた試合となった。試合後、送別の胴上げをされた。大会終了後にベスト6を受賞し、自身最後の公式大会に華を添えた。
現役引退後、NECレッドロケッツのエバンジェリストに就任した。2023年に、Missionaryという役職（広報・プロモーション）に変更となった。

## 球歴
- 全日本ジュニア代表 2015年
  - 世界ジュニア選手権 - 2015年（4位）

## 所属チーム
- 沼田リトルポプラ
- 沼田町立沼田中学校
- 旭川実業高等学校（2013-2016年）
- NECレッドロケッツ（2016-2022年）

## 受賞歴
- 2016年 - V・サマーリーグ フレッシュスター賞
- 2018年 - アジアクラブ選手権 ベストオポジットスパイカー
- 2022年 - 第70回黒鷲旗全日本男女選抜バレーボール大会 ベスト6

## 個人成績
Vプレミアリーグレギュラーラウンドにおける個人成績は下記の通り。
| シーズン | 所属 | 出場 | 出場   | アタック | アタック | アタック | アタック | ブロック | ブロック | サーブ | サーブ | サーブ | サーブ | レセプション | レセプション | 総得点 | 備考 |
| -------- | ---- | ---- | ------ | -------- | -------- | -------- | -------- | -------- | -------- | ------ | ------ | ------ | ------ | ------------ | ------------ | ------ | ---- |
| シーズン | 所属 | 試合 | セット | 打数     | 得点     | 決定率   | 効果率   | 決定     | /set     | 打数   | エース | 得点率 | 効果率 | 受数         | 成功率       | 総得点 | 備考 |
| 2016/17  | NEC  | 21   | 40     | 2        | 1        | 50.0%    | %        | 0        | 0.00     | 62     | 3      | %      | 16.1%  | 0            | 0.0%         | 2      |      |
| 2017/18  | NEC  | 19   | 50     | 320      | 118      | 36.9%    | %        | 11       | 0.22     | 78     | 5      | %      | 1.3%   | 23           | 47.8%        | 134    |      |
| 2018/19  | NEC  |      |        |          |          | %        | %        |          |          |        |        | %      | %      |              | %            |        |      |